# まんてん
『まんてん』は、2002年度後期放送のNHK「連続テレビ小説」第67作で、2002年9月30日から2003年3月29日まで放送された日本のテレビドラマである。

## 概要
ヒロインオーディションには1,916人が応募し、宮地真緒が選ばれた。
放送中の2003年2月、スペースシャトル「コロンビア」の空中分解事故が発生し、コロンビアの乗組員を追悼するカットが挿入された。また、爆発事故発生日の放送では最後の「まんてん / 製作著作NHK」のテロップを急遽「つづく」の映像に表示し、コロンビアの乗組員を追悼するテロップが最後に表示された。
最終回では、現実に先駆け、2009年7月22日（日本時間）にトカラ列島を中心とした地域（屋久島も含まれる）が皆既帯となることで起きた皆既日食を、まんてんが宇宙から、屋久島の人々が地上から、観察するシーンが登場し、放送当時よりも先の未来を描いた。
2002年から2003年放送の平均視聴率は20.7%、最高視聴率は23.6%（関東地区、ビデオリサーチ調べ）。

### 方言について
屋久島は集落ごとに独自の文化・習俗があり、方言の語彙も島内で微妙な差異がある。本作で使用された屋久島方言は、島内に23ある集落の言葉を、屋久島出身の鎌田道隆考証の下にまとめたものである。ことば指導に徳之島出身の桂楽珍が起用されたのは、鹿児島県本土よりも徳之島のことばのほうが屋久島に近い、との判断からであった。しかし、徳之島方言は琉球語奄美方言に分類される方言であり、実際には県本土の方言の方が屋久島方言に近い。方言についてはNHKへの問い合わせが多数あり、2002年10月22日に『南日本新聞』朝刊紙面上でNHK鹿児島放送局の担当者による回答が掲載されることになった。

## あらすじ
屋久島に住むヒロイン・日高満天（まんてん）が鹿児島でバスガイドになるために島を出るところから物語は始まる。
満天の実兄が絡む事件を契機に、合気道の花山道場での出会いを一つの軸として物語の舞台は大阪などに移り、次は気象予報士になるための勉強を開始する。
そんな中で漁船の遭難で行方不明になっていた父と再会するなどの出来事を通し、最終的には満天は宇宙飛行士となり、宇宙からの天気予報を伝えるようになる。
「電子・光学などのセンサー全盛の時代に宇宙から人間が天気予報をすること」にどれだけの意味・値打ちがあるのかと作中でも疑問が提示されるが、満天が自分の言葉で惑星・地球の美しさを伝えようとしたこころが、日本の子供たちに確実に根付いていることを感じさせて、物語は終了する。

## キャスト

### 花山家・日高家・穂積家
日高満天 → 花山満天
演 - 宮地真緒（少女時代・回想のみ：斉藤千晃）
今作のヒロイン。バスガイドを経て宇宙飛行士となる。
花山陽平
演 - 藤井隆（中学時代・回想のみ：車戸敦）
満天の夫。
花山そら
演 - 西本利久 → 小林美稀
満天と陽平の娘。
花山百合子
演 - 宮本信子
花山圭助・陽平の母。女性合気道家で、満天が身を寄せる花山道場の師範。
花山圭助
演 - 生瀬勝久
陽平の兄。大阪の天神橋筋商店街で治療院を営むマッサージ師。英雄のクアリゾート計画に出資し詐欺の被害者となる。そのことがきっかけで、満天が花山家を訪れることに。
篠原にしき → 花山にしき
演 - 鈴木紗理奈
満天がアルバイトをすることになる気象予報会社「ウェザー・ウエスト」の気象予報士。圭助の治療院に通う。圭助との結婚後は合気道に目覚める。百合子が源三のいる屋久島を訪ねるときに、道場を預かるほどに。
百合子の亡夫
演 - 九条佑樹（写真のみ）
日高美帆子 → 穂積美帆子
演 - 浅野温子
満天の母、源吉の妻。雑貨屋「日高商店」を営む。
日高源三
演 - 三橋達也
満天の祖父。トビウオ漁の親方を務める。
日高源吉
演 - 赤井英和
満天の父。シケの海に出航して帰らず、亡くなったものと思われていた。
日高英雄
演 - 氷川きよし
満天の兄。舟田集落の浜にクアリゾートを造る開発計画を会社から任されたが、会社は出資金詐欺を企んでいた。
穂積甚六
演 - 小日向文世
満天が慕う小学校時代の恩師。美帆子の写った写真パネルを、家に来た満天に見られてしまう。
穂積未海
演 - 谷村美月
甚六の娘。父甚六の再婚話に、離婚して東京にいる実母のことを気にかける。
田中ふみ子
演 - 広岡由里子

### 黒田家
家業として花山道場の筋向いで食堂を営む。満天がアルバイトをすることに。
黒田正巳
演 - 角田信朗
黒田家の当主。つばめの父。漫画家志望のつばめに理解を示す。
黒田和枝
演 - キムラ緑子
食堂の女将。つばめの母。つばめの漫画家志望について、現実は甘くないと考える。
黒田つばめ
演 - 山田花子
満天の友人で、家業の食堂を手伝いながら漫画家を目指している。
黒田巌
演 - 安田善紀（りあるキッズ）
黒田小次郎
演 - 真栄田和之

### ウェザー・ウエスト
気象予報の会社。満天がアルバイトから正社員となる。
柴田寅彦
演 - 大杉漣
満天とともに黒田食堂で働いていた。にしきは、かつて業界大手の気象予報会社の同僚であった彼を尊敬しており、気象予報の世界に復帰してくれるよう訴えた。
藤田勇
演 - 笑福亭松之助
同社社長。合気道を通じて満天と顏馴染み。
山南史郎
演 - 温水洋一
シュウ
演 - チューヤン
原田明夫
演 - 安藤亮司
和泉豊
演 - 小市慢太郎
野口健司
演 - 野田晋市
斉藤肇
演 - 阪東浩考

### アカツキ重工
陽平が研究員として勤務する企業。
部長
演 - 五王四郎
中島隆
演 - 要潤
花山陽平の親友。
別所潔
演 - 奥田達士

### 屋久島
森山栄治
演 - 照英
後に千春と結婚し、その千春との結婚式の時に彼女のトレードマークだった大きな銀縁メガネを外した。
真辺千春 → 森山千春
演 - 永井流奈
満天の親友。栄治と結婚するまでは大きな銀縁メガネをかけていたが、彼と結婚してその結婚式の時にそのトレードマークだった大きな銀縁メガネを彼に外され、それ以降は一切メガネをかけなくなった。
真辺峰男
演 - ゴルゴ松本（TIM）
千春の兄。
真辺素子
演 - 末成由美
真辺信人
演 - 桂楽珍（屋久島ことば指導を兼任）
タケシ
演 - にわつとむ
シロー
演 - 牛丸裕司
ハヤト
演 - 山本禎顕
藤村カネ子
演 - 千石規子

### NASDA
村松試験官
演 - ささきいさお
楢山
演 - 塩屋俊
立花
演 - 深沢敦
岸田
演 - 岩田純
審査官
演 - 佐藤心
毛利衛（本人役）
演 - 毛利衛（特別出演）

### その他
しろがね直次郎
演 - 由美かおる
源吉が役者として加わる、旅回りの一座の座長。宿では源吉と同室で、布団を並べている場面も。
今岡典子
演 - 牧野エミ
宮下五郎
演 - 木下政治
鈴木太郎
演 - オール巨人
鈴木雄大
演 - 長田融季（りあるキッズ）
谷市朗
演 - 一色大輔（回想）
野島三奈代
演 - 国生さゆり
段田社長
演 - 吉満涼太
刑事
演 - 松浦達也
チャーリー
演 - ダンカン・ハミルトン
高品わたる
演 - 小室等
江口志乃
演 - 萩本果穂
スナックG.Sママ

## スタッフ
- 作 - マキノノゾミ[2]
- 音楽 - 川崎真弘[2]
- 主題歌 - 「この街」
  - 作詞 - HUSSY_R、作曲 - 間宮工、編曲 - 羽毛田丈史、歌 - 元ちとせ
- 挿入歌 - 「満天島唄」
  - 作詞 - 阿木燿子、作曲・編曲 - 川崎真弘、歌 - 小室等
- タイトル映像演出 - 樋口真嗣
- 宇宙監修 - 毛利衛
- 屋久島ことば考証 - 鎌田道隆
- 屋久島ことば指導 - 桂楽珍
- 大阪ことば指導 - 大原穣子
- 漫画資料提供 - 古川真由美
- 資料提供 - 藤谷美也子
- 合気道技術指導 - 嶋本勝行師範（合気道豊中正泉寺道場）[22][23]
- 映像提供 - NASA、NASDA
- 撮影協力 - 鹿児島県、上屋久町、屋久町、屋久島森林管理署
- 語り - 藤村俊二（屋久島の屋久杉という設定）
- 副音声解説 - 江原正士
- 制作統括 - 小見山佳典
- 制作 - 訓覇圭
- 美術 - 石村嘉孝、青き聖和、室岡康弘
- 技術 - 鈴木文夫、仲野善隆
- 音響効果 - 嶋野聡、野下泰之、水谷明男
- 編集 - 田中美砂
- 撮影 - 松本剛、岡本哲二
- 照明 - 堀籠功、堀武志、牛尾裕一
- 音声 - 渡辺暁雄、福井清春
- 映像技術 - 中本将人、椎野弘崇
- 記録 - 藤澤加奈子
- 演出 - 笠浦友愛、大橋守、柳川強 / 中寺圭木、福井充広、城宝秀則、山田隆子

## オープニングとエンディング
オープニングは舞台である屋久島の風景が取り上げられる。
エンディングは、舞台の一つ・屋久島などに関連する写真や星や地球の動画をバックに宮地が「まんてん」とタイトルコールをした。

## 放送日程
| 週        | 放送回    | サブタイトル                            | 放送日                 | 演出     |
| --------- | --------- | --------------------------------------- | ---------------------- | -------- |
| 1         | 1 - 6     | こん目でみたかぁー 青い地球             | 2002年 9月30日-10月5日 | 笠浦友愛 |
| 2         | 7 - 12    | 負けんどぉー 運動会対決                 | 10月7日-10月12日       | 笠浦友愛 |
| 3         | 13 - 18   | ほんのこてー 兄ちゃんは潔白じゃ         | 10月14日-10月19日      | 大橋守   |
| 4         | 19 - 24   | 「大いなる一歩」をふみ出すとじゃ        | 10月21日-10月26日      | 大橋守   |
| 5         | 25 - 30   | たまがったぁー なにわの女師範           | 10月28日-11月2日       | 笠浦友愛 |
| 6         | 31 - 36   | ありがたかー 故郷の友                   | 11月4日-11月9日        | 柳川強   |
| 7         | 37 - 42   | がんばっどー 気象予報で大忙し           | 11月11日-11月16日      | 柳川強   |
| 8         | 43 - 48   | 大ピンチ! 宇宙へは行かれんとじゃ        | 11月18日-11月23日      | 大橋守   |
| 9         | 49 - 54   | どげんなっとやろ? 十五夜の告白          | 11月25日-11月30日      | 笠浦友愛 |
| 10        | 55 - 60   | よっしゃー 老舗ストアーを立て直すとじゃ | 12月2日-12月7日        | 柳川強   |
| 11        | 61 - 66   | ほっとけん! 柴田さんの秘密              | 12月9日-12月14日       | 笠浦友愛 |
| 12        | 67 - 72   | ほんのこてー プロへの道はきびしかぁ     | 12月16日-12月21日      | 中寺圭木 |
| 13        | 73 - 78   | どげんすっとじゃ! 風雲 花山家           | 12月23日-12月28日      | 福井充広 |
| 14        | 79 - 84   | うそじゃ! お父ちゃんが消えた理由        | 2003年 1月6日-1月11日  | 大橋守   |
| 15        | 85 - 90   | 永遠の別れじゃ お父ちゃん               | 1月13日-1月18日        | 中寺圭木 |
| 16        | 91 - 96   | 陽平さんが宇宙に行くとじゃ!             | 1月20日-1月25日        | 柳川強   |
| 17        | 97 - 102  | あきらめられん宇宙の夢                  | 1月27日-2月1日         | 笠浦友愛 |
| 18        | 103 - 108 | 私、陽平さんと結婚します                | 2月3日-2月8日          | 福井充広 |
| 19        | 109 - 114 | 二人一緒なら勇気百倍                    | 2月10日-2月15日        | 笠浦友愛 |
| 20        | 115 - 120 | こんまか命が生まれてくる                | 2月17日-2月22日        | 柳川強   |
| 21        | 121 - 126 | 二人三脚 初めての子育て                 | 2月24日-3月1日         | 城宝秀則 |
| 22        | 127 - 132 | めざせ! 宇宙からの天気予報              | 3月3日-3月8日          | 山田隆子 |
| 23        | 133 - 138 | 願いよ とどけ! 七夕の夜                 | 3月10日-3月15日        | 大橋守   |
| 24        | 139 - 144 | 太陽の塔できっと会える                  | 3月17日-3月22日        | 大橋守   |
| 25 最終週 | 145 - 150 | 地球はホントに生きている                | 3月24日-3月29日        | 笠浦友愛 |

### 放送休止
2003年3月20日はイラク戦争の開戦に伴う特別番組編成のため中止、翌日に2日分の再放送が行われた。

## 特別編
2003年1月4日に30分の特別編「まんてんスペシャル」を放送した。番組は物語の前半の物語、並びに後半の見所の他、宇宙飛行士になるための道程の解説が放送された。

## 総集編
BShiで2003年6月28日から6月29日16時から18時の2回ずつ、BS2では2003年8月11日から8月14日15時から16時、NHK総合では2003年12月20日から12月21日15時45分から17時45分の2回ずつ放送された。
| 放送回 | サブタイトル             |
| ------ | ------------------------ |
| 第1回  | 青い地球をこの目で見たい |
| 第2回  | 私は夢をあきらめない     |
| 第3回  | 宇宙への道は険しいけれど |
| 最終回 | 夢に向かって二人三脚     |

## 関連商品
DVD
2004年4月23日に、NHKソフトウェアから、総集編の上巻、下巻および上下巻をセットにしたボックスが発売された。